# 조르주 캉길렘

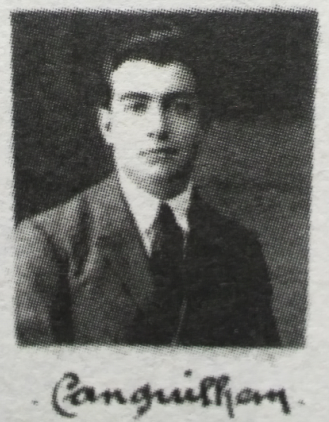

조르주 캉길렘(Georges Canguilhem, 1904년 6월 4일 - 1995년 9월 11일)은 프랑스의 철학자이다.
캉길렘의 과학철학에서의 주요 저작은 《정상적인 것과 병리적인 것》(Le Normal et pathologique, 1943년 출판; 1968년 확장)이다. 이는 의학 및 생물학에서 정규성의 특성과 의미, 의학적 지식의 생산과 제도화에 대한 확장된 탐구이다. 의학인류학과 사상사에 있어서 여전히 중요한 저작이며, 부분적으로는 캉길렘이 미셸 푸코에게 끼친 영향 덕분에 널리 영향을 받고 있다. 캉길렘은 18세기와 19세기의 생기론을 비판하면서도 생물학이 "물리과학"으로 전락하는 것을 경계했다. 그는 그러한 일이 생물학의 적절한 연구 분야를 박탈하고, 이념적으로 생물을 생물의 특수성이나 생명의 복잡성을 설명할 수 없는 화학적/물리적 평형을 제공하는 기계적인 구조로 변화시킨다고 믿었다.
캉길렘은 원래 앙리 베르그송의 사상과 생기론에 적대적이었으나, 그들의 영향을 받았다.
캉길렘은 의학 교육에 의해 형성된 접근 방식을 발전시킨 20세기의 몇 안 되는 철학자 중 한 명이었다. 그는 실용적이고 엄격한 과학의 역사를 연구하는 방법을 정의하는데 도움을 주었다. 그의 연구는 한편으로는 "정상적"과 "병리적"의 개념에 초점을 맞추었고, 개념의 형성에 대한 비판적인 역사에 초점을 맞추었다. 캉길렘은 또한 몇몇 프랑스 학자들의 멘토였으며, 특히 미셸 푸코는 일생 동안 그의 연구를 따랐다.